# Trauerbuche Jägerstraße
Die Trauerbuche Jägerstraße in Hannovers Stadtteil Nordstadt wird als Naturdenkmal unter der Nummer ND-H 236 geführt. Nach seiner Art gehört der Baum zu den Hänge-Buchen (Fagus sylvatica f. pendula). Diese werden auch Trauer-Buche genannt. 
Der Baum steht im Georgengarten. Dieser gehört zwar zum Stadtteil Nordstadt, ist aber Teil des Gartenkomplexes, der gemeinhin als die Gärten in Herrenhausen verstanden wird. Zu ihnen gehören neben dem Georgengarten der Welfengarten, der Berggarten und der barocke Große Garten. Der Baum liegt zwischen den beiden Zugängen zu einem Werkhof des Gartenamtes der Stadt Hannover. In etwa 200 Meter Entfernung steht das Wilhelm-Busch-Museum.
Die Stadt Hannover hatte den Baum im Jahr 1987 unter der Nummer ND-HS 28 unter Schutz gestellt. Die nach dem Niedersächsischen Kommunalverfassungsgesetz inzwischen für die Aufgaben der unteren Naturschutzbehörde zuständige Region Hannover ordnete die Naturdenkmale für ihr Gebiet im Jahr 2010 neu, hob die bisherigen Verordnungen der Kommunen auf, erließ für die meisten der bisherigen Naturdenkmale eine neue (Sammel-)Verordnung und begründete die Unterschutzstellung dieses Baumes in der neuen Verordnung mit dieser Beschreibung:
Der Baum prägt durch seine Größe, die ungewöhnliche Form seiner Krone und die bis zum Boden reichenden Zweige die nähere Umgebung.
und nannte als Schutzzweck
Die Trauerbuche ist selten und besonders schön.
Den Standort beschreibt die Verordnung:
Stadtteil Herrenhausen, im Georgengarten, ca. 2 m nordöstlich der Grundstücksgrenze Jägerstraße 16 a,
nennt als Flurdaten
Hannover-Herrenhausen, Flur 5, Flurstück 698/11
und verwendet die Bezeichnung:
Trauerbuche nordostwärts des Grundstücks Jägerstraße 16 a.
Im Frühjahr 2021 bietet sich dieses Bild: Der Baum ist nicht erkennbar in jüngerer Zeit baumpflegerisch behandelt worden. Die Wurzeln des Baumes sind bis zu einer Höhe von gut 15 Zentimeter zu sehen, als wäre nach dem Anwachsen die Erde direkt am Baum abgetragen worden. Ein Schild, das Informationen über den Baum, sein Alter und seine Dimensionen enthält sowie auf seine Bedeutung und seinen Schutz hinweist, ist nicht vorhanden. In gut zwei Metern Höhe ist auf der vom Weg abgewandten Seite eine grüne Plastikplakette angebracht, in die ein weißer Träger mit der Nummer „156“ des hannoverschen Baumkatasters geschoben ist. Im unteren Bereich ist der Baum mit zahlreichen älteren Ritzungen versehen, oft Herzen, Namen und Anfangsbuchstaben von Namen.